# Сандомирское воеводство (II Речь Посполитая)

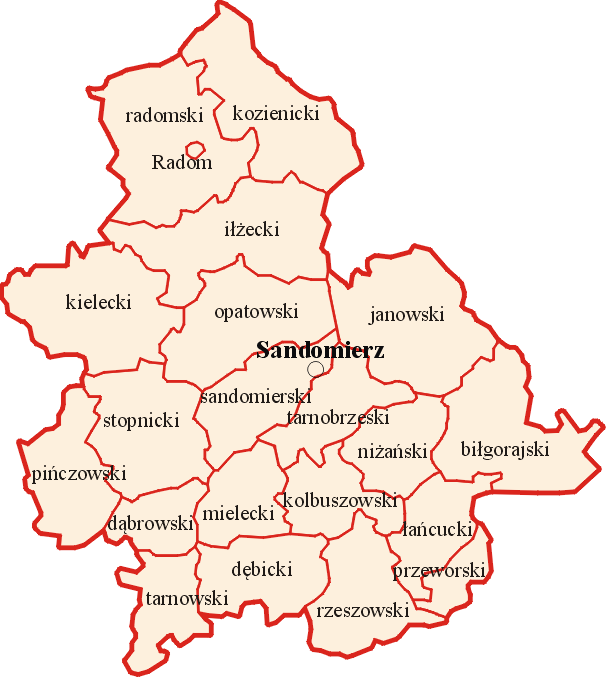
Будущее административное деление Сандомирского воеводства

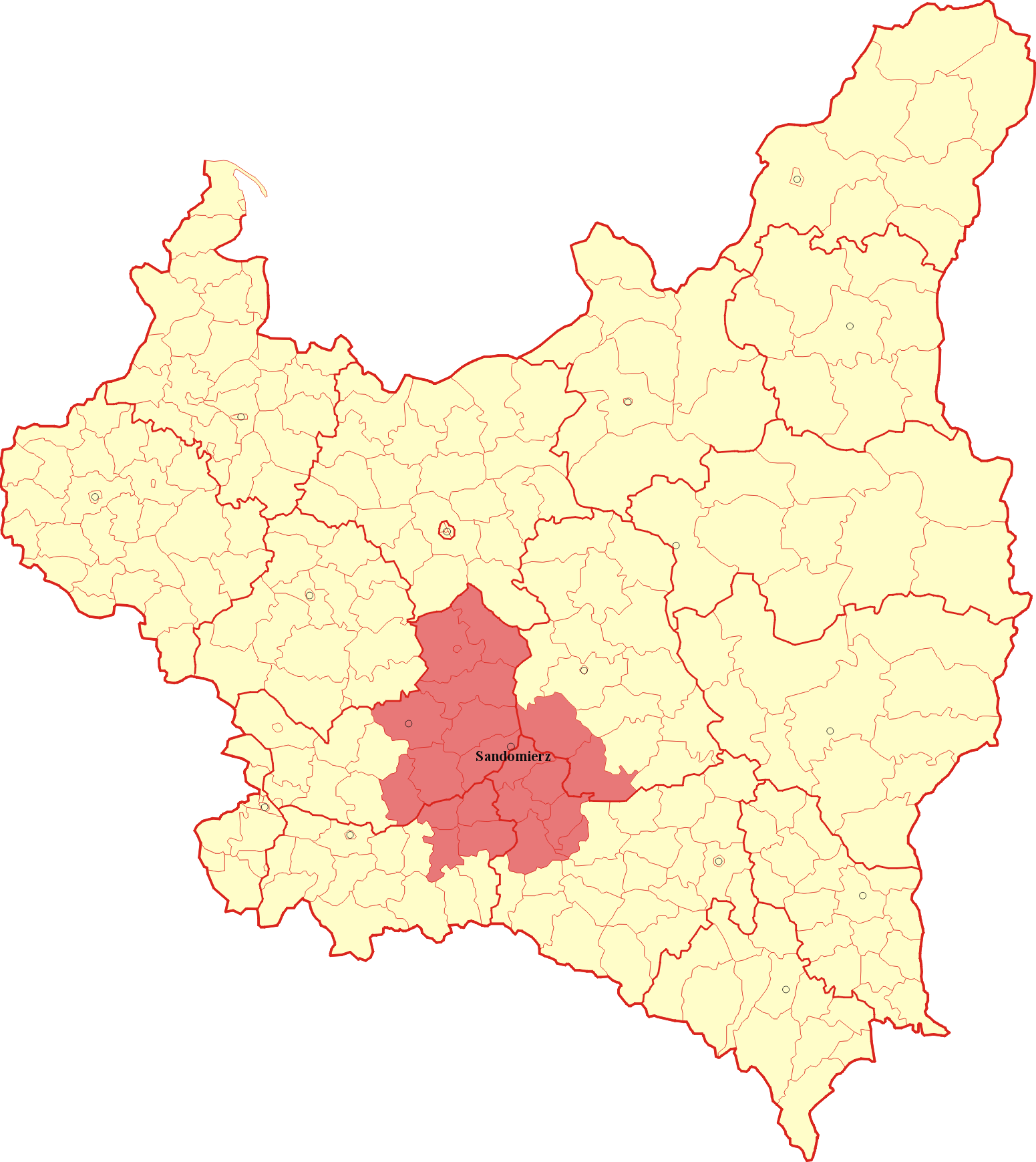
Расположение на карте Второй Польской Республики

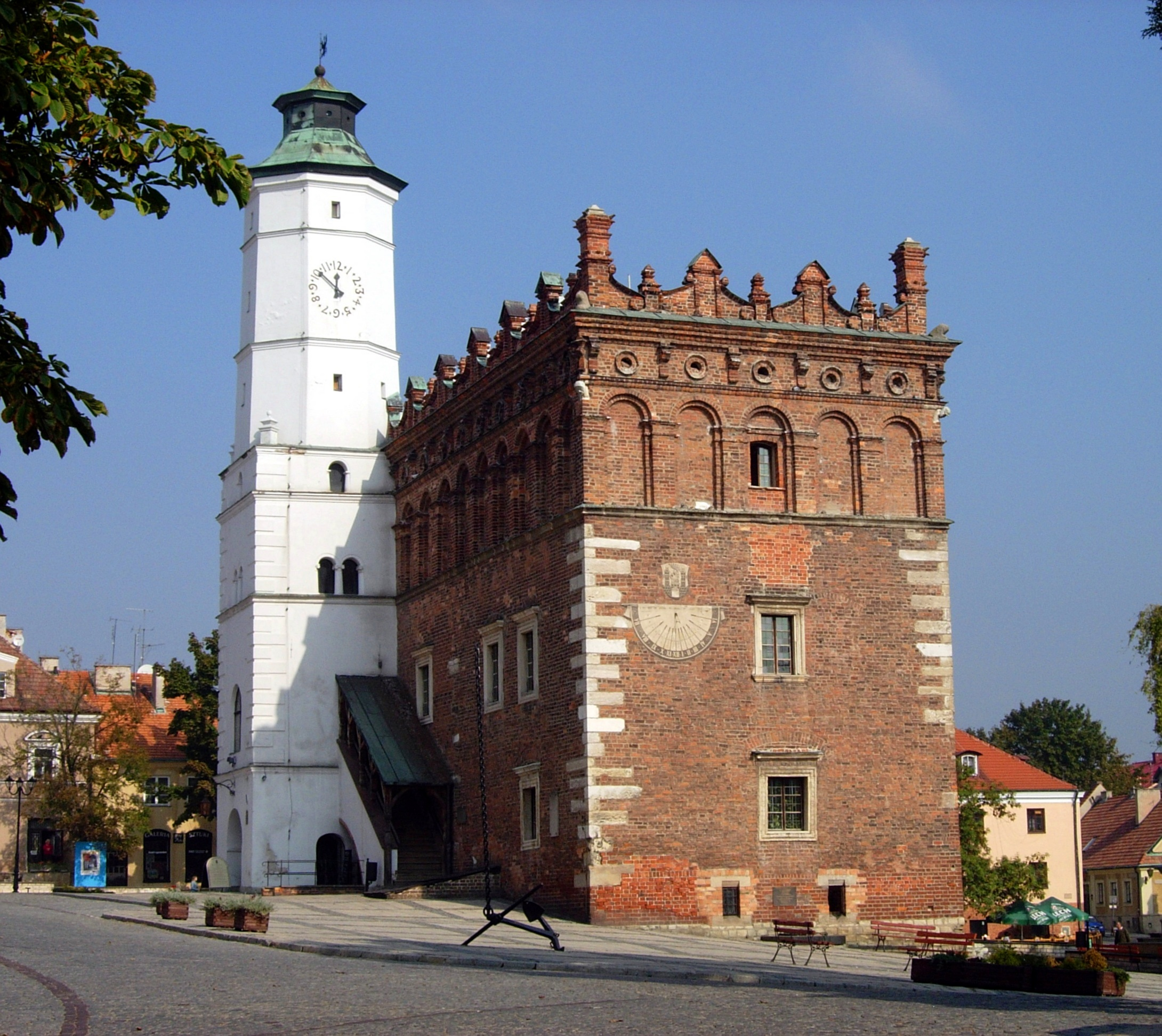
Историческая ратуша в Сандомире

Сандомирское воеводство (пол. Województwo sandomierskie) — планируемое воеводство во Второй Польской Республике, которое в итоге не было создано из-за начала Второй мировой войны в 1939 году. Инициатором проекта был Евгениуш Квятковский, министр промышленности и торговли. Создание воеводства было тесно связано с реализацией одного из крупнейших хозяйственных предприятий государства в довоенный период — Центрального промышленного округа, административным центром которого, по первоначальным планам, должен был стать Сандомир.
Воеводство должно было охватить центрально-южную часть Польши площадью 24,5 тыс. кв. км² и должно было быть сформировано в конце 1939 года. Предполагалось, что в нём будет 20 поветов.

## История
Исторический город Сандомир был одним из наиболее важных городских центров в Королевстве Польском, а затем в Речи Посполитой. Город был столицей большого Сандомирского воеводства. Значение города уменьшилось после Разделов Польши. Во время разделов Сандомир стал пограничным городом между Царством Польским в составе Российской империи и Королевством Галиции и Лодомерии в составе Австрийской империи. Он утратил своё административное и хозяйственное значение.
Первая мировая война опустошила город, а значительная потеря населения вызвала экономический застой. Сандомир стал провинциальным городом с населением менее 6000 человек. Город был центром повета, 9-й гмины в Келецком воеводстве.
Ситуация начала меняться в 1937 году после того, как 5 февраля министр Евгениуш Квятковский публично заявил: «…сегодня мы объявляем новый лозунг в программе индустриализации, которому будет присвоено символическое и сокращённое название: Центральный регион — Сандомир.»'.
Согласно другим источникам, Квятковский объявил Сандомир столицей Центрального индустриального региона в начале 1935 года.
Сандомир не был самым крупным городом в Центральном индустриальном регионе, так как гораздо крупнее были Кельце, Люблин и Радом, из которых Кельце и Люблин уже были столицами воеводств (Кельце, Люблин), но Сандомир располагался в самом центре этого региона.
Город был удобно расположен на реке Висла и имел железнодорожное сообщение со Скаржиско-Каменной, Львовом и Дембицей. Близлежащий узел Розвадов обеспечивал связь с Люблином, и правительство планировало построить железнодорожную линию Верхняя Силезия-Сандомир-Волынь.

## Вопрос о столице нового воеводства
Создание Центрального индустриального региона и план создания нового воеводства были благосклонно восприняты в Сандомире. Предвидя стремительное развитие и расширение города, городские власти запустили несколько проектов, в том числе строительство офисных зданий, нескольких дорог и новых районов. Всем руководил польский архитектор Ян Захватович из Варшавского технологического университета.
Так называемый проект «Великий Сандомир» предусматривал, что в течение нескольких лет население города увеличится до 120 000 человек, а его площадь — до 2 600 га. 6 июня 1939 года состоялась встреча местных политиков и архитекторов Варшавского технологического университета. Они обсудили план строительства нового престижного района с просторным общественным центром, театром, универмагами, кооперативным жильём и городскими зелёными насаждениями. Также должна была быть открыта средняя школа.
В то же время, однако, в правительственных и формирующих общественное мнение кругах идея размещения воеводской резиденции в более крупном, лучше связанном с остальной частью округа и страной, расположенном на главной трассе Краков-Львов и, что более важно, Жешув, имевший на месте оружейные заводы, набирал популярность, что имело большое значение в случае войны для принятия решений и стратегическое значение. Краковская торгово-промышленная палата обратилась к правительству с ходатайством о размещении резиденции планируемого воеводства в Жешуве, а не в Сандомире. Со стратегической точки зрения размещение столицы воеводства в Жешуве позволило охватить, в отличие от «сандомирской» концепции, всю территорию т. н. область «С» — COP (и, следовательно, также оружейные заводы на юге региона: Ясло, Кросно, Санок) в пределах одной провинции. Кроме того, как подчеркивалось, это не повлечёт за собой необходимости обсуждения возможного лишения статуса столиц Люблинского или Келецского воеводств. План развития Жешува, составленный в Варшаве по требованию государственных властей в 1938 году (и одобренный ими), предусматривал увеличение числа жителей Жешува до 150 000 человек в течение 30 лет. и площадью до около 4 тыс. га, а также предоставление доступа к Жешувскому замку для нужд резиденции воеводы. Настоящее соперничество в этом вопросе началось между Сандомиром и Жешувом, склонившим чашу весов победы в пользу Жешува с 1939 года, как свидетельствуют документы того времени.

## Воеводство
Планируемое Сандомирское воеводство должно было включать 20 поветов из четырёх существующих воеводств. Общая площадь должна была составить 24,5 тысячи км². Другие проекты предусматривали, что новая провинция будет включать в себя весь Центральный промышленный район площадью 59 951 км² с 46 поветами.
Евгениуш Квятковский предложил должность воеводы мэру Варшавы Стефану Старжинскому.
Скорее всего, количество поветов сократится до 20, которые уже были в четырех других существующих воеводствах.
| Повет               | Предыдущее воеводство | Площадь [км²] | Численность населения |
| ------------------- | --------------------- | ------------- | --------------------- |
| Сандомирский повет  | Келецкое воеводство   | 1186          | 124 400               |
| Опатувский повет    | Келецкое воеводство   | 1639          | 186 500               |
| Стопницкий повет    | Келецкое воеводство   | 1590          | 153 200               |
| Радомский повет     | Келецкое воеводство   | 2095          | 166 900               |
| Радом (город)       | Келецкое воеводство   | 25            | 77 900                |
| Келецкий повет      | Келецкое воеводство   | 2052          | 244 100               |
| Козеницкий повет    | Келецкое воеводство   | 1857          | 143 100               |
| Илжицкий повет      | Келецкое воеводство   | 1835          | 162 400               |
| Пиньчувский повет   | Келецкое воеводство   | 1148          | 126 000               |
| Яновский повет      | Люблинское воеводство | 1960          | 152 700               |
| Билгорайский повет  | Люблинское воеводство | 1720          | 116 900               |
| Мелецкий повет      | Краковское воеводство | 901           | 77 500                |
| Дембицкий повет     | Краковское воеводство | 1141          | 110 900               |
| Домбровский повет   | Краковское воеводство | 650           | 66 700                |
| Тарнувский повет    | Краковское воеводство | 881           | 142 400               |
| Тарнобжегский повет | Львовское воеводство  | 949           | 72 200                |
| Нисковский повет    | Львовское воеводство  | 973           | 64 200                |
| Кольбушовский повет | Львовское воеводство  | 873           | 69 600                |
| Жешувский повет     | Львовское воеводство  | 1270          | 185 100               |
| Ланьцутский повет   | Львовское воеводство  | 889           | 97 700                |
| Пшеворский повет    | Львовское воеводство  | 415           | 61 400                |

1 сентября 1939 года Нацистская Германия вторглась в Польшу, а 17 сентября советские войска начали военные действия в Западной Белоруссии и Западной Украине. Вторая Польская республика прекратила своё существование, и поэтому проект Сандомирского воеводства так и не был реализован.